# Медиа (Иллинойс)
Медиа — деревня в округе Хендерсон, штат Иллинойс, США. Население составляло 107 человек по переписи 2010 года, по сравнению со 130 по переписи 2000 года. Он является частью статистической зоны микрополитена Берлингтона, штат Айова — Иллинойс.

## География
Медиа находится на юго-востоке округа Хендерсон. Маршрут 116 Иллинойса проходит через деревню, ведя на запад и север 9 миль (14 км) до US Route 34 возле Биггсвилля, а также на юг и восток 11 миль (18 км) до Розвилля.
Согласно переписи 2010 года, Медиа имеет общую площадь 1,7 квадратной мили (4,40 км2) , вся земля.

## Демография
По переписи 2000 г. в селе проживало 130 человек, 56 дворов и 39 семей. Плотность населения составляла 76,6 человек на квадратную милю. Было 59 единиц жилья со средней плотностью 34,7 на квадратную милю. Расовый состав деревни был 97,69 % белых, 1,54 % представителей других рас и 0,77 % представителей двух или более рас. Латиноамериканцы или латиноамериканцы любой расы составляли 1,54 % населения.
Было 56 домохозяйств, из которых 30,4 % имели детей в возрасте до 18 лет, проживающих вместе с ними, 58,9 % были супружескими парами, проживающими вместе, 7,1 % имели домохозяйку без мужа, а 28,6 % не были семьями. 23,2 % всех домохозяйств состоят из отдельных лиц, а в 16,1 % проживают одинокие люди в возрасте 65 лет и старше. Средний размер домохозяйства составлял 2,32 человека, а средний размер семьи — 2,78 человека.
В деревне население было рассредоточено: 18,5 % в возрасте до 18 лет, 10,8 % от 18 до 24 лет, 25,4 % от 25 до 44 лет, 23,8 % от 45 до 64 лет и 21,5 % в возрасте 65 лет или старше. старшая. Средний возраст составил 43 года. На каждые 100 женщин приходилось 97,0 мужчин. На каждые 100 женщин в возрасте 18 лет и старше приходилось 96,3 мужчин.
Средний доход семьи в деревне составлял 35 125 долларов, а средний доход семьи — 36 500 долларов. Средний доход мужчин составлял 30 625 долларов против 25 781 доллара у женщин. Доход на душу населения в деревне составлял 20 149 долларов. За чертой бедности проживало 5,9 % семей и 12,4 % населения, в том числе 29,4 % до восемнадцати лет и 9,1 % старше 64 лет.

## Происхождение названия деревни
Согласно распространенной теории, название деревни произошло от того факта, что город расположен на полпути между Чикаго и Канзас-Сити на железной дороге Санта-Фе .Media, IL.